# آلکا (دین بالتیک)
آلکا یا آلکاس (لتونیایی: elks) نام یک مکان مقدس یا مکانی برای قربانی کردن در اساطیر بالتیک است. در لتونی و لیتوانی، آلکا و الکس شناخته‌شده‌ترین بخش جای‌نام‌شناسی برای مکان‌های مقدس است. ۱۲۰ تپه، ۷۰ زمین کشاورزی و ۵۰ پهنه آبی (دریاچه، رود و تالاب) با این واژه در نام‌هایشان شناسایی شده‌اند.